# Tour Trinity
La Tour Trinity è un grattacielo situato nel quartiere finanziario della Défense, a Courbevoie, comune alla periferia di Parigi.
È stato progettato dallo studio di architettura Cro&Co Architecture, diretto dall'architetto Jean-Luc Crochon.
La Torre misura 167 m ed offre una superficie di 49000 m² su 33 livelli.
Trinity presenta diverse innovazioni architettoniche:
- Un nucleo decentrato: il nucleo della Trinità è sfalsato sulla facciata e adornato da ascensori panoramici.
- Spazi esterni: terrazze alberate, logge e balconi sono accessibili su tutta l'altezza della torre.
- Aperture frontali, che consentono l'accesso all'aria libera su tutte le facciate.
- Facciate bioclimatiche che ottimizzano l'apporto di luce naturale.
- Un'altezza libera minima di 2,80 m su tutti i piani[5].